# Syzygium schumannianum
Syzygium schumannianum là một loài thực vật có hoa trong Họ Đào kim nương. Loài này được (Nied.) Diels miêu tả khoa học đầu tiên năm 1922.